# Längenfeld

Längenfeld im Jahr 1911

Längenfeld ist eine Gemeinde im Ötztal im Bezirk Imst (Gerichtsbezirk Silz) in Tirol in Österreich mit 4911 Einwohnern (Stand 1. Jänner 2025).
Damit ist Längenfeld die einwohnerstärkste Gemeinde im Ötztal.

## Geographie
Die Gemeinde Längenfeld liegt in einer Weitung des Mittleren Ötztals an der Mündung des Fischbachs aus dem Sulztal in die Ötztaler Ache.
Der Gamskogel ist der Hausberg von Längenfeld.

### Gemeindegliederung
Die Gemeinde besteht aus den beiden am Fischbach gelegenen Ortschaften Oberlängenfeld (Hauptort, 469 Einwohner) und Unterlängenfeld (1259 Einwohner), weiters Gries (192 Einwohner), Huben (1235 Einwohner) und Oberried (1145 Einwohner) (Einwohnerzahlen Stand 2011). Die Gemeinde Längenfeld umfasst 22 Dörfer, Weiler und Rotten.
| Katastralgemeinden      | Ortschaften in der Gemeinde |
| ----------------------- | --- |
| Längenfeld (195,84 km²) | Gries (D) Winnebach (W) Huben (D) Aschbach (W) Astlehn (D) Bruggen (R) Burgstein (R) Gottsgut (W) Im Brand (R) Mühl (W) Runhof (D) Winkle (W) Oberlängenfeld (D) · Oberried (D) Lehn (D) Lehner Au (D) Unterried (D) Winklen (D) Unterlängenfeld (D) Au (D) Dorf (D) Espan (D) |
| Legende                 | |

| In der Spalte Katastralgemeinden sind sämtliche Katastralgemeinden einer Gemeinde angeführt. In der Klammer ist die jeweilige Fläche in km² angegeben. |
| In der Spalte Ortschaften sind sämtliche von der Statistik Austria erfassten Siedlungen, die auch eine eigene Ortschaftskennziffer aufweisen, angeführt. In der Hierarchieebene derselben Spalte, rechts eingerückt, werden nur Ansiedlungen, die mindestens aus mehreren Häusern bestehen, dargestellt. Die wichtigsten der verwendeten Abkürzungen sind: - M = Hauptort der Gemeinde - Stt = Stadtteil - R = Rotte - W = Weiler - D = Dorf - ZH = Zerstreute Häuser - Sdlg = Siedlung - Hgr = Häusergruppe - E = Einzelgehöft (nur wenn sie eine eigene Ortschaftskennziffer haben) Die komplette Liste der Statistik Austria ist in: Topographische Siedlungskennzeichnung nach STAT Zu beachten ist, dass manche Orte unterschiedliche Schreibweisen haben können. So können sich Katastralgemeinden anders schreiben als gleichnamige Ortschaften bzw. Gemeinden. Quelle: Statistik Austria – |

## Geschichte
Das Ötztal war viele Jahrtausende ein wichtiger Verkehrsweg über die Alpen Richtung Süden. Der Fund des Ötzi zeugt von dieser frühen Bewanderung des Tales. Später wurden Waren über das Timmelsjoch Richtung Passeiertal nach Südtirol und von dort herüber transportiert.
Die erste urkundliche Erwähnung des Ortes findet sich in einer Urkunde von ca. 1250 der Herren von Montalban, in der ihre Besitzungen in „Lenginvelt“ erwähnt werden.
Ab 1288 geben die Urbare von Meinhard II. genauer Auskunft, wo 18 Höfe dem Grundherrn und 14 Höfe dem Vogt des Klosters Frauenchiemsee unterstanden.
Im 14. Jahrhundert unterschied man die freien Bauern, die im Haupttal lebten, und die Schwaighöfe in Gries im Sulztal oder in Huben, die sich im Besitz des Klosters Frauenchiemsee oder des Landesfürsten befanden.
Neben der Viehwirtschaft wurde ab dem 14. Jahrhundert vor allem der Flachsanbau und dessen Verarbeitung zur Haupteinnahmequelle des Ortes. Um 1800 notierte der Ötztaler Flachs wegen seiner guten Qualität sogar an der Hamburger Börse. Der Flachsanbau starb im 20. Jahrhundert mit dem Aufkommen der billiger zu produzierenden Baumwolle.
Das Ötztal gehörte mit all seinen Orten zum Gericht Petersberg, das ab dem 16. Jahrhundert zweimal im Jahr in Längenfeld einen Gerichtstag abhielt. Längenfeld als politische Gemeinschaft wurde erstmals 1627 im Grundsteuerkataster von Petersberg als Kirchspiel und Hauptort des Gerichts Petersberg bezeichnet und bei den Gemeindereformen 1811 und 1832 zu den 10 Hauptgemeinden des Gerichts Petersberg genannt.

### Bevölkerungsentwicklung
EinwohnerJahr100020003000400050001860189019201950198020102040EinwohnerEinwohnerentwicklung von Längenfeld

## Kultur und Sehenswürdigkeiten

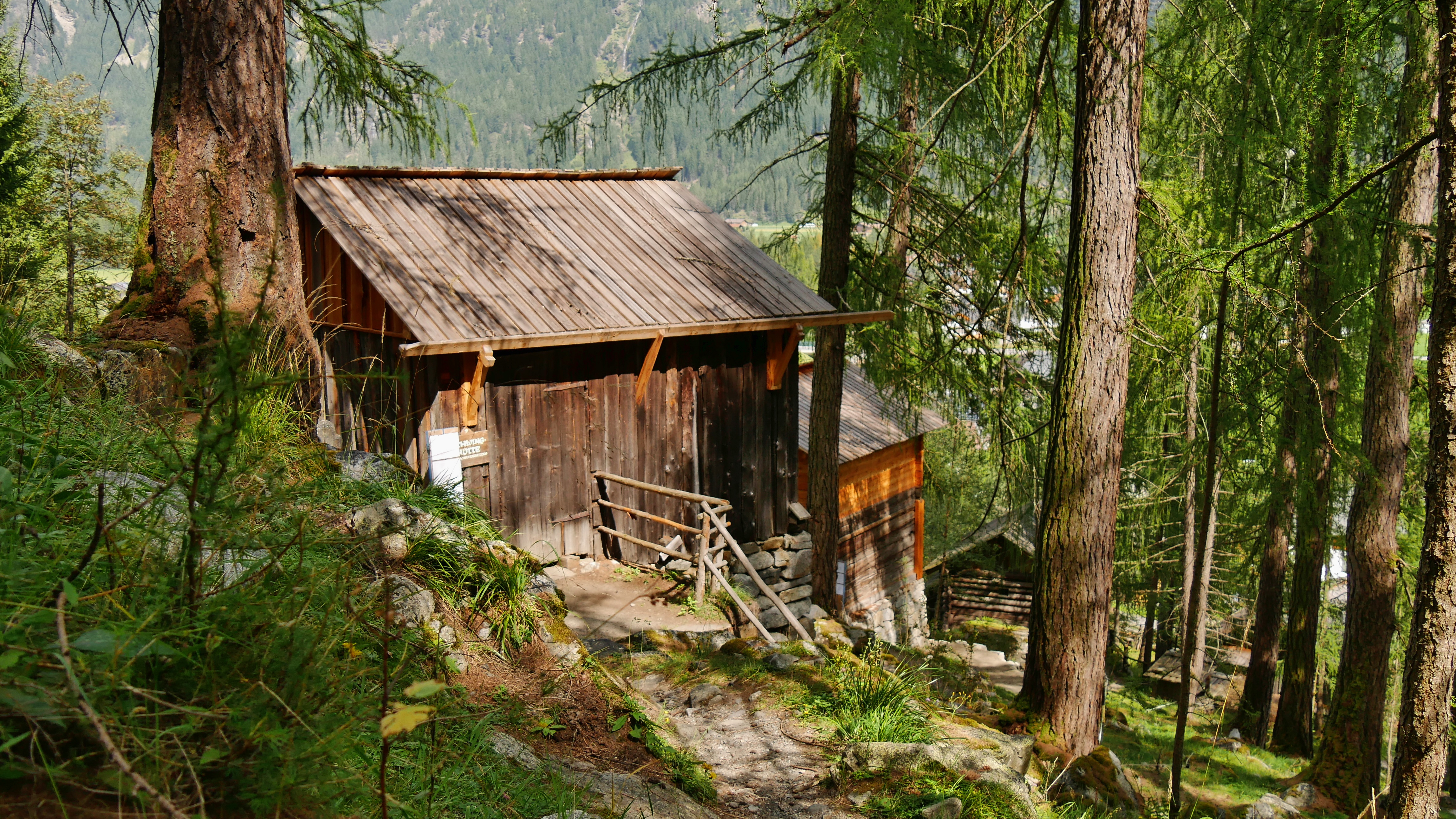
Ötztaler Freilichtmuseum

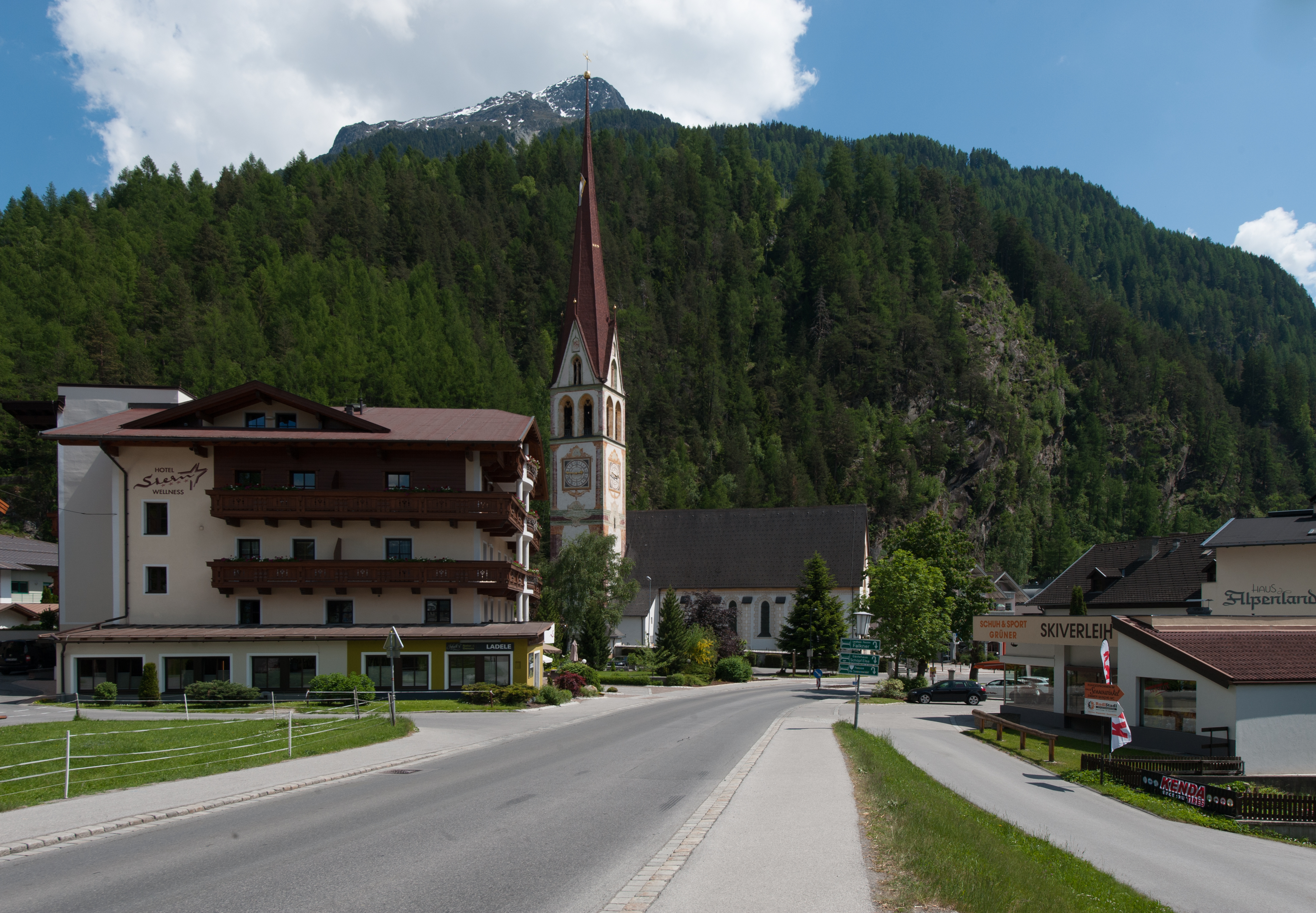
Pfarrkirche Längenfeld

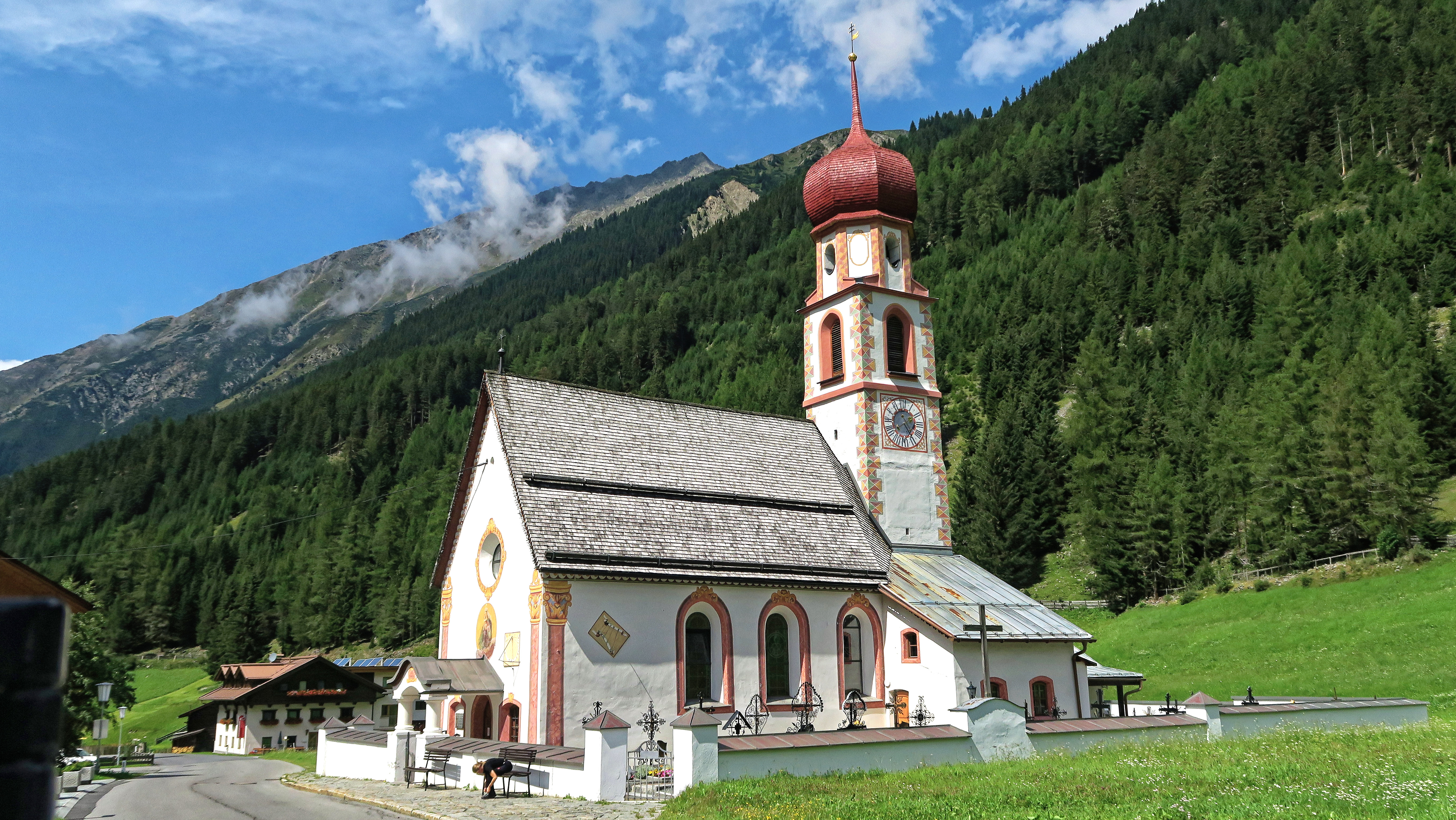
Kaplaneikirche Gries im Sulztal

- Ötztaler Freilichtmuseum in Lehn 24
- Katholische Pfarrkirche Längenfeld hl. Katharina: Kirche mit Friedhofskapelle und Lourdeskapelle in Oberlängenfeld
- Katholische Pfarrkirche Huben im Ötztal hl. Martin in Huben
- Katholische Kaplaneikirche Gries im Sulztal Maria Hilf
- Filialkirche Hl. Dreifaltigkeit in Kropfbühel
- Kapelle Mariahilf in Aschbach
- Kapelle Maria Loreto in Au
- Kapelle Unser Herr im Elend in Bruggen
- Kapelle in Burgstein
- Kapelle Mariahilf in Dorf
- Kapelle hl. Johannes Nepomuk in Espan
- Kapelle in Gottsgut
- Kapelle Maria Immaculata in Lehn
- Schilcherkapelle südlich Oberlängenfeld
- Kapelle in Oberried
- Kapelle in Runhof
- Mariahilfkapelle in Unterlängenfeld
- Schneiderkapelle in Unterlängenfeld
- Kapelle Mariä Himmelfahrt in Unterried
- Kapelle in Winkel
- Kapelle in Winklen
- Hofkapelle in Oberrastlehn
- Geburtshaus und Denkmal zu Franz Senn[3]
- Hängebrücke „Mauerrinne“ für Fußgänger, Länge: 84 m, 220 m über dem Tal
- Klettersteig unter der Hängebrücke, Eröffnung: Frühjahr 2015

## Wirtschaft und Infrastruktur

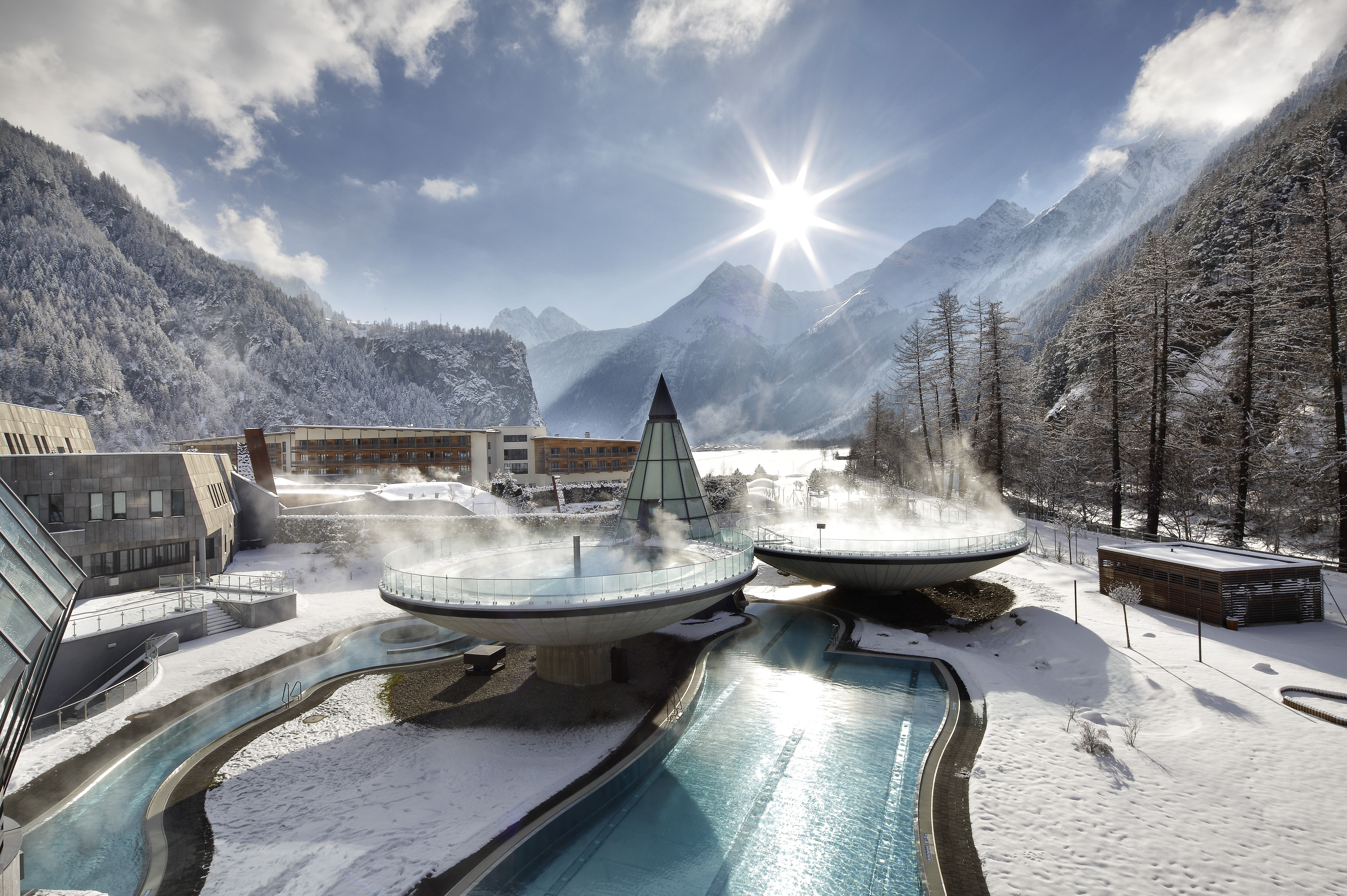
Aqua Dome

### Wirtschaftssektoren
Von den 193 landwirtschaftlichen Betrieben des Jahres 2010 wurden 29 im Haupt-, 145 im Nebenerwerb, 2 von Personengemeinschaften und 17 von juristischen Personen geführt. Diese 17 bewirtschafteten 83 Prozent der Flächen. Im Produktionssektor arbeiteten 334 Erwerbstätige in der Bauwirtschaft, 143 im Bereich Herstellung von Waren, 35 im Bergbau und 6 in der Energieversorgung. Die wichtigsten Arbeitgeber des Dienstleistungssektors waren die Bereiche soziale und öffentliche Dienste (364), Beherbergung und Gastronomie (219) und Handel (174 Mitarbeiter).
| Wirtschaftssektor            | Anzahl Betriebe | Anzahl Betriebe | Erwerbstätige | Erwerbstätige |
| Wirtschaftssektor            | 2011            | 2001            | 2011          | 2001          |
| ---------------------------- | --------------- | --------------- | ------------- | ------------- |
| Land- und Forstwirtschaft 1) | 193             | 200             | 72            | 22            |
| Produktion                   | 59              | 44              | 518           | 292           |
| Dienstleistung               | 255             | 164             | 917           | 633           |

1) Betriebe mit Fläche in den Jahren 2010 und 1999

### Therme
- Therme Aqua Dome

### Fremdenverkehr
Die Anzahl der Übernachtungen stieg von 620.000 im Jahr 2011 auf 760.000 im Jahr 2019, fiel dann im COVID-Jahr 2020 auf 510.000.

## Politik

### Gemeinderat
Der Gemeinderat hat 17 Mitglieder.
- Mit den Gemeinderatswahlen Tirol 2000 hatte der Gemeinderat folgende Verteilung: 6 Gemeinsam in die Zukunft – Gemeinsam für Längenfeld mit Mag. Ralf Schonger, 3 Wir für Längenfeld – Arbeiter, Angestellte, Nebenerwerbsbauern und Tourismus, 3 Wirtschaft und Tourismus, 2 Die Alternative für Längenfeld, 2 Miteinander für Längenfeld – mit Courage und Hausverstand, 1 Liste Huben.
- Mit den Gemeinderats- und Bürgermeisterwahlen Tirol 2016 hatte der Gemeinderat folgende Verteilung: 4 Gemeinsam in die Zukunft – Gemeinsam für Längenfeld mit Mag. Ralf Schonger, 2 Miteinander für Längenfeld, 8 Team Längenfeld.
- Mit den Gemeinderats- und Bürgermeisterwahlen Tirol 2022 hat der Gemeinderat folgende Verteilung: 8 Team Längenfeld (TEAM LÄ), 4 Nepomuks Längenfeld innovativ – fair – transparent (NEPOMUKS), 3 Miteinander für Längenfeld (LISTE 2) und 2 Gemeinsam in die Zukunft – Gemeinsam für Längenfeld mit Manuela Jordan (LISTE 3)[9]

### Bürgermeister
- bis 2016 Ralf Schonger (Gemeinsam in die Zukunft – Gemeinsam für Längenfeld mit Mag. Ralf Schonger)
- seit 2016 Richard Grüner (Team Längenfeld)[10][9]

### Wappen
Blasonierung: Ein von Silber und Rot siebenmal gespaltener Schild.
Das Gemeindewappen wurde 1964 verliehen. Die Streifen in den Landesfarben stehen für das namensgebende „Lange Feld“, die Weitung des Ötztales um Längenfeld.

## Persönlichkeiten

### Söhne und Töchter der Gemeinde
- Joseph Götsch (1728–1793), Bildhauer
- Franz Senn (1831–1884), Gletscherpfarrer, Begründer des Deutschen Alpenvereins
- Hans Haid (1938–2019), Volkskundler und Mundartdichter
- Theo Grüner (1976–2010), Fußballspieler
- Patric Grüner (* 1985), Extremradsportler[12]
- Christoph Nösig (* 1985), Skisportler
- Nicole Nösig (* 1988), Skisportlerin

### Personen mit Bezug zur Gemeinde
- Elias Praxmarer (* 1994), Komponist und Organist